# Aneth
Aneth (navaho Tʼáá Bííchʼį́įdii) és una concentració de població designada pel cens dels Estats Units a l'estat de Utah. Segons el cens del 2000 tenia 598 habitants.

## Demografia
Segons el cens del 2000, Aneth tenia 598 habitants, 143 habitatges, i 128 famílies. La densitat de població era de 20,3 habitants per km².
Dels 143 habitatges en un 49,7% hi vivien nens de menys de 18 anys, en un 55,2% hi vivien parelles casades, en un 29,4% dones solteres, i en un 9,8% no eren unitats familiars. En el 9,8% dels habitatges hi vivien persones soles el 2,8% de les quals corresponia a persones de 65 anys o més que vivien soles. El nombre mitjà de persones vivint en cada habitatge era de 4,18 i el nombre mitjà de persones que vivien en cada família era de 4,44.
Per edats la població es repartia de la següent manera: un 42,6% tenia menys de 18 anys, un 10,4% entre 18 i 24, un 25,6% entre 25 i 44, un 16,4% de 45 a 60 i un 5% 65 anys o més.
L'edat mediana era de 23 anys. Per cada 100 dones de 18 o més anys hi havia 64,9 homes.
La renda mediana per habitatge era de 17.292 $ i la renda mediana per família de 16.563 $. Els homes tenien una renda mediana de 35.536 $ mentre que les dones 13.333 $. La renda per capita de la població era de 10.556 $. Entorn del 48,8% de les famílies i el 52% de la població estaven per davall del llindar de pobresa.
El segons el cens dels Estats Units de 2010 el 98,83% dels habitants són nadius americans, el 0,17% blancs

## Poblacions més properes
El següent diagrama mostra les poblacions més properes.